# كيني لوغان
كيني لوغان (بالإنجليزية: Kenny Logan)‏ (3 أبريل 1972 بإستيرلينغ في المملكة المتحدة - ) هو لاعب اتحاد الرغبي ولاعب كرة قدم بريطاني في مركز ظهير ‏. شارك مع منتخب اسكتلندا الوطني لاتحاد الرغبي. أما مع النوادي، فقد لعب مع Wasps RFC ‏ وغلاسكو ووريورز ‏ وLondon Scottish F.C. ‏.

## وصلات خارجية
- كيني لوغان على موقع دوري الرغبي الممتاز (الإنجليزية)
- كيني لوغان عل موقع إسبنسكروم (الإنجليزية)